# Plexaurella teres
Plexaurella teres är en korallart som beskrevs av Kunze 1916. Plexaurella teres ingår i släktet Plexaurella och familjen Plexauridae. Inga underarter finns listade i Catalogue of Life.